# بنجرلو
بنجرلو هي قرية في مقاطعة ماكو، إيران. يقدر عدد سكانها بـ 768 نسمة بحسب إحصاء 2016.